# Petropavlovsk (fartyg)
Petropavlovsk (Петропавловск) var ett ryskt pre-dreadnought slagskepp och första fartyg i Petropavlovsk-klassen från 1800-talets slut. I jämförelse med andra ryska fartygsserier av relativt lyckad konstruktion. De ryska varven arbetade dock långsamt varför fartyget under projekteringen var modernt men när det inträdde i tjänst tämligen omodernt. Hon var systerskepp till Poltava och Sevastopol. Fartygen skiljde sig dock åt, Sevastopol var långsammare än de andra och Petropavlovsk något bättre skyddat med Krupp-pansar - varför Petropavlovsk kan anses vara det bästa skeppet i serien. Petropavlovsk var utrustad med standardbeväpningen vid den här tiden, två dubbeltorn med 2 x 305 mm kanoner. Delar av sekundärartilleriet var väl skyddat i torn, en ovanlighet vid den här tiden. Eldhastigheten var för både primär- och sekundärartilleri något låg i jämförelse med andra nationers slagskepp och riktmedlen primitiva. I mötet med japanska fartyg utgjorde detta ett inte oansenligt handikapp.

## Historia
Tillsammans med sina två systerskepp tillverkades Petropavlovsk för tjänstgöring i Fjärran östern. Då det egentliga befälsfartyget, det moderna Tsesarevitj, hade skadats i rysk-japanska krigets inledningsskede valde ryska Stillahavsflottans befäl Stepan Makarov Petropavlovsk som flaggskepp.
Under en sorti den 13 april 1904 styrde fartyget in i ett japanskt minfält. En våldsam sjöminexplosion följde, främre kanontornet och skorstenarna kastades i vattnet. Inom en minut sjönk förskeppet ned i vattnet och efter 15 minuter kom en andra explosion då ammunition antändes vilket fick fartyget att brytas i två delar och snabbt sjunka. Makarov omkom tillsammans med 637 i besättningen.